# Phillip Adams (football américain)
Ne doit pas être confondu avec Phillip Adams.
Pour les articles homonymes, voir Adams.
(en) Statistiques sur pro-football-reference
Phillip Adams (né le 20 juillet 1988 à Rock Hill et mort le 8 avril 2021 dans la même ville) est un joueur et criminel américain de football américain qui évoluait au poste de cornerback. Il est responsable de la fusillade de Rock Hill.

## Biographie

### Enfance
Adams étudie à la Rock Hill High School de sa ville natale de Rock Hill où il joue avec des joueurs comme Ko Simpson et Jonathan Hefney. Les Bearcats de Rock Hill remportent le titre de champion de la division I de la Classe 4A de Caroline du Sud en 2004.

### Carrière universitaire
Il entre à l'université d'État de Caroline du Sud où il commence à jouer d'abord en équipe spéciale. En 2006, il fait douze plaquages et deux interceptions dans la saison. Lors de sa dernière année, il est nommé dans l'équipe de la Mid-Eastern Athletic Conference après avoir fait 48 plaquages et trois interceptions.

### Carrière professionnelle
Phillip Adams est sélectionné au septième tour du draft 2010 de la NFL par les 49ers de San Francisco au 224e rang. Lors de sa première saison, il entre au cours de quinze matchs où il fait treize plaquages et dévie une passe. Le 26 décembre 2010, contre les Rams de Saint-Louis, il se casse la jambe sur le kickoff de la seconde mi-temps. Il est libéré le 3 septembre avant le début de la saison 2011.
Le 21 septembre 2011, il signe avec les Patriots de la Nouvelle-Angleterre avec Landon Cohen après les blessures de Dan Koppen et Myron Pryor. Néanmoins, il est libéré le 14 octobre pour permettre à Marcus Harrison de signer avec les Patriots. Il revient peu de temps après, mais ne reste pas longtemps, libéré le 29 novembre.
Le 20 décembre 2011, il signe avec les Seahawks de Seattle avec lesquels il ne dispute qu'un seul match. Le 1er septembre 2012, peu après avoir été libéré par Seattle, il signe avec les Raiders d'Oakland où il se voit confier un poste de remplaçant.

### Mort
Le 8 avril 2021, Phillip Adams tue sixpersonnes dans sa ville natale de Rock Hill avant de se suicider. Mardi le 14 décembre 2021, son autopsie effectuée par des spécialistes de l'Université de Boston concluent que l'homme souffrait d’une maladie cérébrale dégénérative, « l’encéphalopathie traumatique chronique (ETC) ». Ces lésions cérébrales considérées comme anormalement graves auraient été causées par des traumatismes crâniens fréquents.

## Palmarès
- Championnat de la Division I Classe 4A de Caroline du Sud 2004